# L'Amoureux

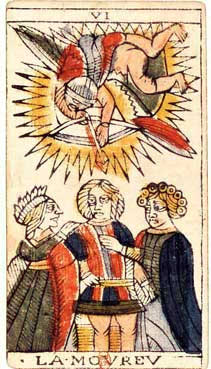
Le numéro 6, l'Amoureux, du jeu de Jean Dodal (début XVIIIe siècle)

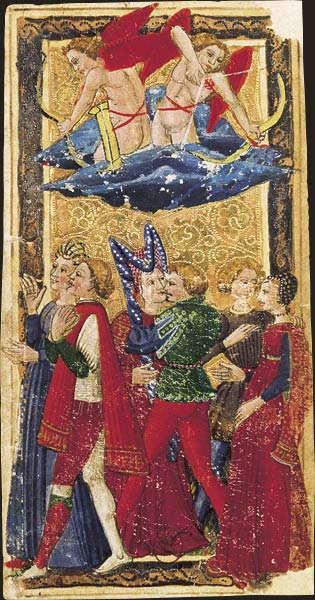
L'Amoureux, tarot dit de Charles VI (XVe siècle)

Pour l’article ayant un titre homophone, voir Lamoureux.
Pour les articles homonymes, voir Amoureux (homonymie).
 (août 2018).
Si vous disposez d'ouvrages ou d'articles de référence ou si vous connaissez des sites web de qualité traitant du thème abordé ici, merci de compléter l'article en donnant les références utiles à sa vérifiabilité et en les liant à la section « Notes et références ».
L'Amoureux est la sixième carte du tarot de Marseille.

## Description et symbolisme
(janvier 2022).
Si vous disposez d'ouvrages ou d'articles de référence ou si vous connaissez des sites web de qualité traitant du thème abordé ici, merci de compléter l'article en donnant les références utiles à sa vérifiabilité et en les liant à la section « Notes et références ».
L'amoureux est le personnage central. Il est partagé entre deux femmes. Celle à gauche sur l'image porte un chapeau, symbole de respectabilité. Celle de droite est une jeune femme à la tête découverte, signe de désir sexuel.
Chez ce personnage, l'hésitation est matérialisée par les pieds, complètement écartés, et le buste, orienté vers « la jeune » tandis que son regard se dirige vers la « vieille ».
Ici, bien plus que le choix, c'est le doute qui est mis en avant, l'incertitude quant au bon chemin à prendre. Les plaisirs faciles, les désirs, ou bien la vertu et son âpreté. « Le Pape » est devenu amoureux, rencontrant l'amour et le désir sur le chemin de sa vie, ce sont donc bien les tentations de toutes sortes qui viennent s'opposer aux habitudes et surtout à ce que le Pape est censé signifier. 
L'Amoureux doit être vu comme une épreuve subie, comme de se retrouver sur le gril de sa propre conscience. Il n'est pas tout de devenir un Pape, encore faut-il avoir les ressources morales de le rester. Voilà ce que l'Amoureux signifie dans l'évolution des tarots. Là où l'on se pensait être stable et sûr de soi, il existe toujours des situations où l'on a envie de rejeter ce qui est déjà acquis pour des plaisirs sans lendemain. 
L'Amoureux invite donc la personne à la prudence, car il n'est là que pour tester la résistance du Pape à un moment clef pouvant remettre son évolution en cause.